# Седларци (община Василево)
 Тази статия е за селото в Северна Македония.  За селото в България вижте Седларци.  
Седларци (на македонска литературна норма: Седларци) е село в община Василево на Северна Македония.

## География
Селото е разположено северозападно от Струмица, в подножието на планината Смърдеш.

## История
През XIX век селото е чисто българско. В „Етнография на вилаетите Адрианопол, Монастир и Салоника“, издадена в Константинопол в 1878 година и отразяваща статистиката на населението от 1873 година, Седларци (Sedlartzi) е посочено като село с 8 домакинства, като жителите му са 28 българи. Според статистиката на Васил Кънчов („Македония. Етнография и статистика“) от 1900 г. селото е населявано от 100 жители, всички българи християни.
В началото на XX век цялото село е под върховенството на Българската екзархия. По данни на секретаря на екзархията Димитър Мишев („La Macédoine et sa Population Chrétienne“) през 1905 година в селото има 104 българи екзархисти.
В 1930 година е изградена църквата „Свети Димитър“.
Според преброяването от 2002 година селото има 343 жители, всички македонци.